# Banda Antipatriota Severino di Giovanni
La Banda Antipatriota Severino di Giovanni fue una guerrilla urbana activa en la Zona Metropolitana de Santiago, responsable de varios atentados incendiarios y explosivos. El nombre es inspirado en el anarquista Severino di Giovanni, un anarquista periodista, obrero y poeta italiano que murió en Buenos Aires en 1931.

## Historia
Esta fue uno de varias células anarquistas que se crearon a finales de la década de los años 2000, donde comúnmente atacaban sus objetivos con extintores rellenos de pólvora o cualquier explosivo de mediano poder. Alrededor de dos tercios de las bombas detonaron, con el resto desactivado. Los objetivos incluyen bancos (aproximadamente un tercio de las bombas), estaciones de policía, cuarteles del ejército, iglesias, embajadas, la sede de partidos políticos, oficinas de empresas, juzgados y edificios gubernamentales, además de detonar . Las bombas detonan principalmente por la noche, y rara vez hay heridos entre los transeúntes, ninguno grave. La única víctima mortal fue un joven anarquista, Mauricio Morales, quien murió el 22 de mayo de 2009 por una bomba que llevaba. En 2011, otro anarquista, Luciano Pitronello, resultó gravemente herido por una bomba que estaba plantando. Alrededor de 80 grupos diferentes se atribuyeron la responsabilidad de los ataques; Las autoridades no saben si están tratando con un grupo que cambia continuamente su nombre o con muchas celdas separadas. Algunos grupos se nombran a sí mismos como antiguos anarquistas en todo el mundo, incluidos Leon Czolgosz, quien asesinó al presidente de los Estados Unidos William McKinley en 1901, y Jean-Marc Rouillan, un militante de izquierda francés encarcelado. "Los amigos de la pólvora" también se han registrado.
El grupo mostró solidaridad por la muerte del militante Mauricio Morales, en una explosión prematura de un explosivo.
La Banda también se solidarizó con los arrestados por el Atentado de Santiago de Chile de 2014, y acusó a las autoridades de una persecución política llamándola "digna de la dictadura militar". Varios sospechosos fueron arrestados y procesados, pero la mayoría fueron absueltos.

### Atentados
El primer ataque del grupo fue el 21 de mayo del 2007 en una explosión contra las instalaciones del Dirección del Trabajo de Chile. Su atentado más mediático fue el un explosivo abandonado a las afueras del restaurante Tierra Noble ubicado en Av. Nueva Costanera, comuna de Vitacura, el 5 de agosto del 2010, al momento de la llamada a las autoridades desalojaron a veinte comensales, seguido por un operativo del GOPE.